# Maestro de Serrabona

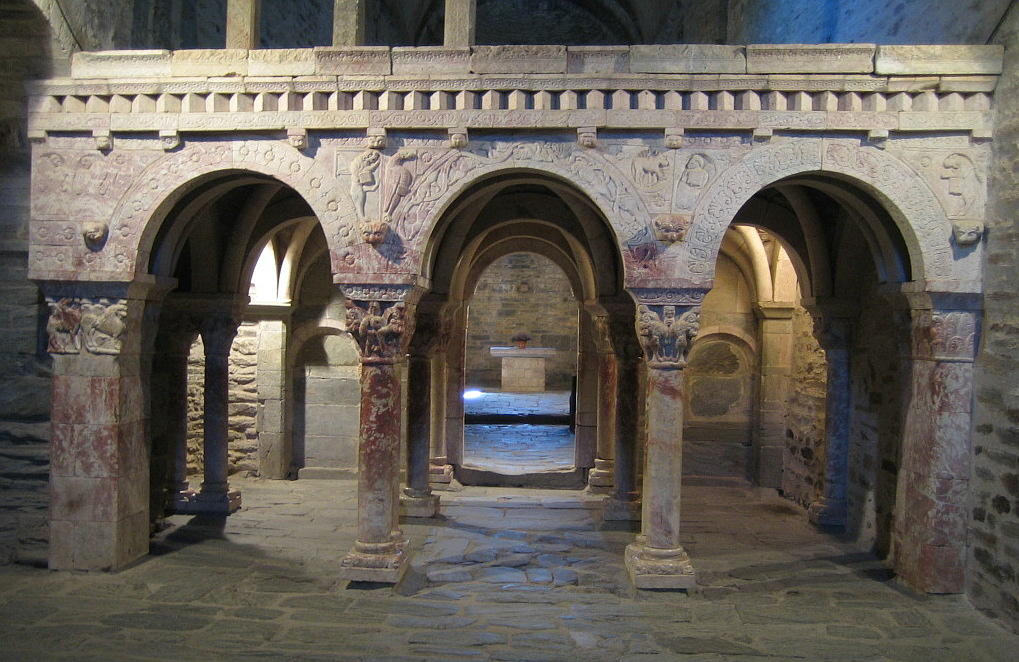
Tribuna de la abadía de Serrabona, atribuida al maestro de Serrabona.

El maestro de Serrabona o maestro de las tribunas fue un escultor anónimo francés del siglo XII perteneciente a un taller itinerante, conocido así por sus trabajos en el hermoseamiento de la tribuna de la abadía de Serrabona, obra escultórica de la que tomó el nombre en historia del arte, en el monasterio de San Miguel de Cuixá, alrededor del año 1150, en el claustro de Elna y en Villafranca de Conflent.
En el antiguo claustro, ahora desmontado y situado en el Museo de Arte de Toledo en Ohio, de Santa María de Espira-de-l'Agly en la región de Languedoc-Rosellón, realizado aproximadamente entre 1130 y 1144, se encuentran unos capiteles que mantenían una estrecha relación temática y técnica con los de San Miguel de Cuixá, los de la iglesia parroquial de Brollà y los de Santa María de Serrabona, por lo que se cree que fueron ejecutados por el mismo autor.

## Conjunto escultórico de Serrabona

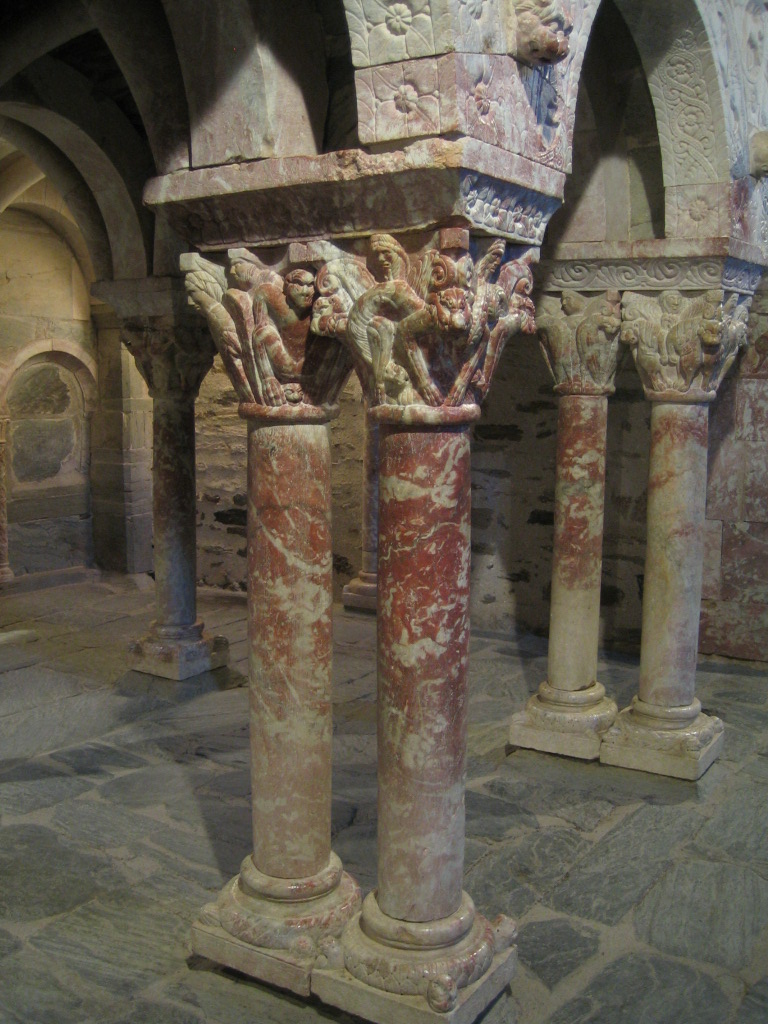
Columnas y capiteles de la tribuna; se observa una ménsula y parte de una de las arcadas laterales en la zona superior.

El lenguaje artístico de simbologías y tipo de escenas hace fácilmente reconocible el trabajo del taller de este escultor, donde predominan volúmenes y formas recuperando la aplicación del trepano de ascendencia bizantina a la vez que el cincel y el bisel, sobre el mármol blanco y rosa procedente de las canteras de Villafranca de Conflent. Trabajó especialmente las caras de la tribuna trapezoidal del interior de la iglesia (llamadas también fachadas), las galerías de los pórticos y los capiteles. Las doce columnas se encuentran sobre bases de piedra en la que se han tallado motivos propios del románico: vegetales y cabezas de monstruos. 
Los capiteles fueron esculpidos con motivos de animales como leones, monos, águilas o fantásticos como ángeles y grifos. La cara principal de la tribuna también se encuentra adornada con esculturas con temáticas vegetales sobre mármol blanco-rosa. Bajo el friso hay unas ménsulas que representan una serie de imágenes de plantas, flores, monstruos y monos. Todavía más abajo se aprecian imágenes tomadas del libro del Apocalipsis o de los símbolos de los evangelistas. 
En la arcada central representó leones (semejantes a los de los capiteles), grifos no alados y águilas. Lo interesante de estas realizaciones es que se aprovecha la cinta intermedia del friso para introducirla como parte de las esculturas o como si los animales representados tuvieran que ver con ella: se superponen o incluso hay un león de cuyo hocico abierto sale una cinta.